# 2e régiment d'artillerie à pied royal bavarois
Pour les articles homonymes, voir 2e régiment.
Le kgl. bay. 2. Fußartillerie-Regiment, ou 2e régiment d'artillerie à pied ( Royal bavarois ), était une formation de l'armée impériale allemande, rattachée d'abord au XVe Corps d'Armée, puis au XVIe Corps d'Armée allemand.

## Historique de l'unité
Comme son nom l'indique, le Royal bavarois était une unité de l'Armée bavaroise, intégrée à l'armée impériale allemande après 1870. Le régiment a été formé le 1er janvier 1873. En 1912, il fut rattaché à la IIe Fußinfanteriebrigade. Le recrutement du bataillon se faisait en Moselle, partie intégrante de l'Alsace-Lorraine et dans l'Empire. La garnison était à la fois stationnée à Metz, première place forte de l'Empire allemand et à Germersheim (Cercle du Rhin, aujourd'hui Rhénanie-Palatinat). Seul le IIe bataillon se trouvait à Germersheim, l’État-major et les 1er et 3e bataillons étant affectés à Metz.

## Commandant successifs
- 1873: Oberst Franz von Stengel (de) (1817 - 1877)
- 1876: Oberst Karl Theodor von Sauer (de) (1834 - 1911)
- 1882: Oberst Theodor zu Rhein (1833 - 1886)
- 1886: Oberst Karl Kriebel (1834 - 1895)
- 1889: Oberst Eugen Gullmann (1837 - 1895)
- 1892: Oberst Alfred Schönninger (1841 - nc)
- 1894: Oberst Robert Millauer (1844 - nc)
- 1896: Oberst Otto Splittgerber (1844 - 1899)
- 1898: Oberst Karl von Oelhafen (1845 - 1903)
- 1900: Oberst Ludwig Schleicher (1853 -)
- 1902: Oberst Franz Murmann (1853 - 1920)
- 1903: Oberst Albert Löll (de) (1854 - 1928)
- 1906: Oberst Viktor Auer (1857 - nc)
- 1907: Oberst Ludwig Mayer (1856 - nc)
- 1909: Oberst Georg Rupp (1858 - nc)
- 1911: Oberst Hermann Beeg (de) (1861 - 1932) [1],[3]
- 1912: Major Friedrich Jung (1864 - nc)
- 1914: Major / Oberstleutnant Franz Kemmer (1865 - nc )
- 1916: Major Richard Bruhn (1868 - nc)
- 1918: Oberstleutnant Ernst Zimmermann (1869 - nc)